# جيليزنيكي
جيليزنيكي (بالإنجليزية: Železniki)‏ هي مستوطنة تقع في سلوفينيا في Železniki Municipality.[بحاجة لمصدر] يقدر عدد سكانها بـ 3,069 نسمة وترتفع عن سطح البحر 450 متر.